# Bharthana
Bharthana är en ort i Indien.   Den ligger i distriktet Etāwah och delstaten Uttar Pradesh, i den centrala delen av landet, 290 km sydost om huvudstaden New Delhi. Bharthana ligger 152 meter över havet och antalet invånare är 41 055.
Terrängen runt Bharthana är mycket platt. Runt Bharthana är det tätbefolkat, med 636 invånare per kvadratkilometer. Bharthana är det största samhället i trakten. Trakten runt Bharthana består till största delen av jordbruksmark.